# Raorchestes dulongensis
Raorchestes dulongensis — вид жаб родини веслоногих (Rhacophoridae). Описаний у 2021 році.

## Поширення
Ендемік Китаю. Поширений на північному заході провінції Юньнань.